# Adenoidite acuta

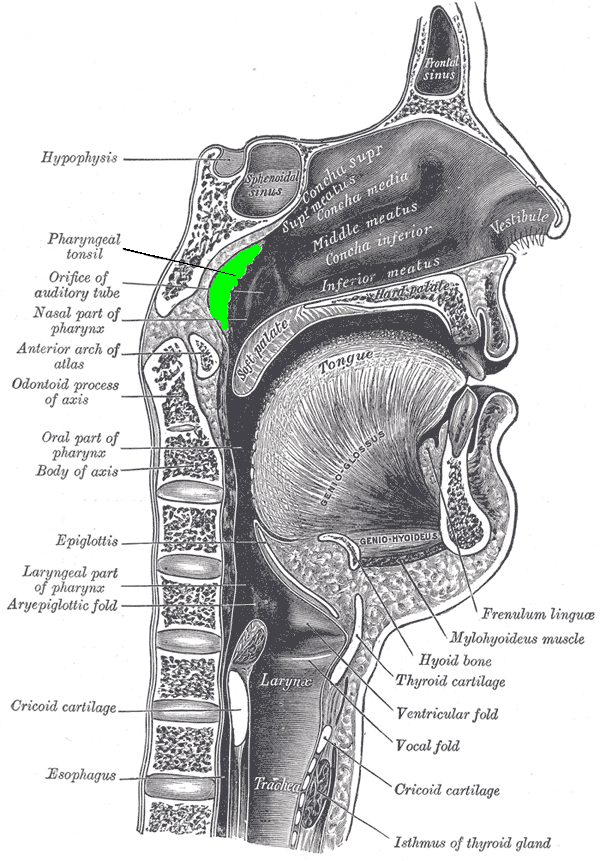
Tonsilla faringea (adenoidi): è localizzata nella porzione supero-posteriore del rinofaringe. Il processo infiammatorio a carico della tonsilla faringea è definito adenoidite.

Per adenoidite acuta, si intende l'insieme delle manifestazioni derivanti dall'infiammazione acuta della tonsilla faringea.

## Epidemiologia
Si manifesta prevalentemente nell'età pediatrica, spesso associata con tonsillite acuta. L'incidenza diminuisce con l'età, fino ad essere rarissima sopra i 15 anni, a causa della fisiologica atrofia del tessuto adenoideo.

## Eziologia
Frequentemente il processo infiammatorio è sostenuto dalla risposta immunitaria nei confronti di agenti virali quali Adenovirus, Rhinovirus e Paramyxovirus. Batteri quali Streptococcus pyogenes, Streptococcus pneumoniae, Moraxella catarrhalis 
varie specie di Staphylococcus tra cui Staphylococcus aureus possono infettare il rinofaringe, esitando verso un'adenoidite acuta.

## Profilo clinico
L'adenoidite acuta si caratterizza per la presenza di 
- febbre
- ostruzione respiratoria nasale con conseguente respirazione prevalentemente orale, roncopatia e apnee notturne
- rinorrea con secrezione sierosa nelle forme virali e mucosa-purulenta nelle forme batteriche
- suzione difficoltosa nel lattante

Nelle forme virali il corredo sintomatologico recede spontaneamente dopo 48 ore; le forme batteriche possono durare fino ad una settimana.

## Profilo diagnostico
In un contesto anamnestico ed obiettivo suggestivo, l'endoscopia con fibre ottiche può confermare la diagnosi in caso di dubbio, evidenziando la localizzazione adenoidea del processo flogistico. La rinoscopia anteriore è invece poco sensibile, in quanto una rinite può simulare le alterazioni della mucosa nasale visibili in corso di adenoidite.

## Terapia
Mentre nelle forme virali può essere sufficiente la somministrazione di un antipiretico-analgesico (come un FANS), nelle forme batteriche si rende necessaria l'associazione con uno schema antibiotico che preveda la somministrazione per almeno 5 giorni di amoxicillina-acido clavulanico o una cefalosporina.

## Complicanze
Le complicanze di un'adenoidite acuta possono ricondursi alla diretta estensione del processo infiammatorio-settico agli organi viciniori. Per passaggio di virus o batteri lungo la tuba di Eustachio, si può manifestare un'otite acuta sierosa o purulenta con otorrea, otodinia ed ipoacusia; analogamente, l'interessamento dei tessuti retrofaringei può esitare verso la formazione di una adeno-flemmone retrofaringea, entità patologica esclusiva del lattante e che testimonia l'interessamento dei linfonodi di Gillette, presenti solo nei primi 2 anni di vita. La flemmone si manifesta con rigurgiti e difficoltà di suzione, con possibile dimagrimento patologico; severi quadri dispnoici si manifestano solo in un secondo tempo, in seguito all'estensione del processo infiammatorio. L'apertura dell'adeno-flemmone nelle vie respiratorie può provocare soffocamento per inondazione dei bronchi e delle vie aeree inferiori. Nell'adulto e nel bambino possono invece formarsi flemmoni diffusi nello spazio retrofaringeo, sostenuti da batteri anaerobi che necessitano di terapie specifiche (clindamicina). La diffusione del processo infettivo-infiammatorio può esitare verso flogosi delle viene aero-digestive, con faringite, tracheite, bronchite e polmonite.